# Erding (Alemania)
Erding (pronunciación en alemán: /ˈeːɐ̯dɪŋ/ⓘ) es un municipio y la ciudad capital del distrito de Erding, en el estado federado de Baviera (Alemania), con una población a finales de 2016 de unos 36 291 habitantes.
Se encuentra ubicado en la zona centro-sur del estado, en la región de Alta Baviera, a poca distancia al sur del río Danubio y al oeste de la frontera con Austria.